# Документальное радио
Документальное радио (англ. radio documentary; нем. Radio-Feature) — радиожанр нон-фикшн, который после 1945 г. наряду с радиоспектаклем прочно вошел в культурную программу радио разных европейских стран. Документальные радиопередачи объединяют, помимо прочего, элементы радиоспектакля (радиодрама), документального фильма и репортажа. В конце 30-х годов они стали популярными в Великобритании благодаря программам BBC, впервые заявив о себе как о самостоятельном радиожанре.